# 悉妮·皮克雷姆
悉妮·皮克雷姆（英語：Sydney Pickrem，1997年5月21日—）生于美国佛罗里达州奥德马尔，是一名加拿大女子游泳运动员。皮克雷姆拥有加拿大和美国双重国籍，她原本仅拥有美国国籍，14岁时教练发现她的父母都来自加拿大，她也因此获得加拿大国籍，并开始代表加拿大参加国际比赛。2015年，她进入德克萨斯州农工大学就读，并代表该校校队参加美国国内的比赛。